# Arcizac-ez-Angles
Arcizac-ez-Angles település Franciaországban, Hautes-Pyrénées megyében. Lakosainak száma 254 fő (2022. január 1.). Arcizac-ez-Angles Bourréac, Escoubès-Pouts, Gez-ez-Angles, Lézignan és Les Angles községekkel határos.

## Népesség
A település népességének változása:
| Lakosok száma | 254  | 256  | 263  | 259  | 261  | 263  | 264  | 260  | 254  |
|               | 2013 | 2015 | 2016 | 2017 | 2018 | 2019 | 2020 | 2021 | 2022 |